# Don't Phunk with My Heart
Don't Phunk with My Heart is een nummer van de Amerikaanse hiphopgroep The Black Eyed Peas uit 2005. Het is de eerste single van hun vierde studioalbum Monkey Business.
"Don't Phunk with My Heart" bevat samples uit twee Bollywoodfilms, Apradh uit 1972, en Don uit 1978. Ook bevat het samples uit het nummer I Wonder If I Take You Home van Lisa Lisa and Cult Jam uit 1985, en Sally (That Girl) van Gucci Crew II uit 1988.
Het nummer werd een wereldwijde top tien-hit. In de Amerikaanse Billboard Hot 100 haalde het de 3e positie. In de Nederlandse Top 40 wist het de nummer 2-positie te bereiken, en in de Vlaamse Ultratop 50 de 4e.

## Hitnoteringen

### Nederlandse Top 40
| Don't Phunk with My Heart in de Nederlandse Top 40 - binnen: 14-05-2005 | Don't Phunk with My Heart in de Nederlandse Top 40 - binnen: 14-05-2005 | Don't Phunk with My Heart in de Nederlandse Top 40 - binnen: 14-05-2005 | Don't Phunk with My Heart in de Nederlandse Top 40 - binnen: 14-05-2005 | Don't Phunk with My Heart in de Nederlandse Top 40 - binnen: 14-05-2005 | Don't Phunk with My Heart in de Nederlandse Top 40 - binnen: 14-05-2005 | Don't Phunk with My Heart in de Nederlandse Top 40 - binnen: 14-05-2005 | Don't Phunk with My Heart in de Nederlandse Top 40 - binnen: 14-05-2005 | Don't Phunk with My Heart in de Nederlandse Top 40 - binnen: 14-05-2005 | Don't Phunk with My Heart in de Nederlandse Top 40 - binnen: 14-05-2005 | Don't Phunk with My Heart in de Nederlandse Top 40 - binnen: 14-05-2005 | Don't Phunk with My Heart in de Nederlandse Top 40 - binnen: 14-05-2005 | Don't Phunk with My Heart in de Nederlandse Top 40 - binnen: 14-05-2005 | Don't Phunk with My Heart in de Nederlandse Top 40 - binnen: 14-05-2005 | Don't Phunk with My Heart in de Nederlandse Top 40 - binnen: 14-05-2005 | Don't Phunk with My Heart in de Nederlandse Top 40 - binnen: 14-05-2005 |
| Week:                                                                   | 1                                                                       | 2                                                                       | 3                                                                       | 4                                                                       | 5                                                                       | 6                                                                       | 7                                                                       | 8                                                                       | 9                                                                       | 10                                                                      | 11                                                                      | 12                                                                      | 13                                                                      | 14                                                                      |                                                                         |
| ----------------------------------------------------------------------- | ----------------------------------------------------------------------- | ----------------------------------------------------------------------- | ----------------------------------------------------------------------- | ----------------------------------------------------------------------- | ----------------------------------------------------------------------- | ----------------------------------------------------------------------- | ----------------------------------------------------------------------- | ----------------------------------------------------------------------- | ----------------------------------------------------------------------- | ----------------------------------------------------------------------- | ----------------------------------------------------------------------- | ----------------------------------------------------------------------- | ----------------------------------------------------------------------- | ----------------------------------------------------------------------- | ----------------------------------------------------------------------- |
| Positie:                                                                | 21                                                                      | 5                                                                       | 5                                                                       | 2                                                                       | 3                                                                       | 4                                                                       | 5                                                                       | 8                                                                       | 8                                                                       | 11                                                                      | 12                                                                      | 13                                                                      | 15                                                                      | 33                                                                      | uit                                                                     |